# Laurent Brochard
Laurent Brochard, född 26 mars 1968 i Le Mans, är en fransk före detta professionell tävlingscyklist. Han började cykla seriöst först vid 19-års ålder, och blev professionell 1992 med Castorama. Brochard gick över till Festina 1995 där han hjälpte landsmannen Richard Virenque att vinna tävlingar. Brochard vann en etapp i Tour de France 1997 och blev världsmästare i San Sebastián, Spanien samma år. Visserligen blev han testade positiv för doping vid det tillfället, men blev räddad av ett läkarcertifikat. Året därpå var han inblandad i Festinaskandalen under Tour de France 1998.
Efter avstängningen kom han tillbaka till proffsklungan med Jean Delatour, och sedan Ag2r Prévoyance, som stallets stjärna. Sedan 2005 tävlar han för Bouygues Télécom, men efter säsongen 2007 var det osäkert om han skulle fortsätta sin karriär efter Bouygues Télécom inte tänkte kontraktera honom på nytt. Efter månader av sökande efter ett nytt stall valde han att avsluta sin karriär.

## Meriter
- Världsmästerskapens linjelopp – 1997
- Tour de France, 1 etapp
- Vuelta a España, 1 etapp

## Stall
- Castorama 1992–1994
- Festina-Lotus 1995–1999
- Jean Delatour 2000–2002
- Ag2r Prévoyance 2003–2004
- Bouygues Télécom 2005–2007